# Équipe de Suisse de football en 2017
Cet article présente l'année 2017 pour l'équipe de Suisse de football. En juin, la Suisse dispute le premier match de son histoire dans la version rénovée du stade de la Maladière. Quatre rencontres avaient déjà eu lieu dans l'ancienne arène. À noter qu'en battant la Biélorussie lors de cette partie-là, la « Nati » remporte une sixième rencontre consécutive, toutes compétitions confondues, pour la première fois de son histoire. Finalement, la Suisse remporte dix matchs d'affilée, série stoppée par le Portugal en octobre. Une autre série qui prend fin avec cette défaite est celle du nombre de rencontres où l'équipe de Suisse sort invaincue d'un match de qualification pour une Coupe du monde. Elle restera ainsi à 27. La dernière défaite remontait en effet au camouflet face au Luxembourg neuf ans plus tôt (1-2 le 10 septembre 2008).
La Suisse finit néanmoins par décrocher sa qualification pour la Coupe du monde de football 2018 en sortant vainqueur de son barrage face à l'Irlande du Nord, s'imposant à l'aller 1-0 à Belfast puis faisant match nul 0-0 au retour à Bâle.

## Évolution du classement
| Année | 2016     | 2017    | 2017    | 2017 | 2017  | 2017 | 2017 | 2017    | 2017 | 2017      | 2017    | 2017     | 2017     |
| Mois  | décembre | janvier | février | mars | avril | mai  | juin | juillet | août | septembre | octobre | novembre | décembre |
| Rang  | 11       | 11      | 11      | 11   | 9     | 9    | 9    | 5       | 4    | 7         | 11      | 8        | 9        |

## Bilan
|           | Nombre de matchs | Victoires | Défaites | Matchs nuls | Buts marqués | Buts encaissés |
| Domicile  | 5                | 4         | 0        | 1           | 10           | 2              |
| Extérieur | 4                | 3         | 1        | 0           | 6            | 2              |
| Neutre    | 0                | 0         | 0        | 0           | 0            | 0              |
| Total     | 9                | 7         | 1        | 1           | 16           | 4              |

## Matchs et résultats
| CM - qualification 5e journée                    | Suisse    | 1 - 0   | Lettonie | Stade de Genève, Genève                               |                                                       |
| 25 mars 2017 · 18h00 · Historique des rencontres | Drmić 66e | (0 - 0) |          | Spectateurs : 25 000 Arbitrage : Vladislav Bezborodov | Spectateurs : 25 000 Arbitrage : Vladislav Bezborodov |
| 25 mars 2017 · 18h00 · Historique des rencontres | Rapport   |         |          | Spectateurs : 25 000 Arbitrage : Vladislav Bezborodov | Spectateurs : 25 000 Arbitrage : Vladislav Bezborodov |

| Match amical                                      | Suisse     | 1 - 0   | Bélarus | Stade de la Maladière, Neuchâtel               |                                                |
| 1er juin 2017 · 20h45 · Historique des rencontres | Shaqiri 9e | (1 - 0) |         | Spectateurs : 10 200 Arbitrage : Radek Příhoda | Spectateurs : 10 200 Arbitrage : Radek Příhoda |
| 1er juin 2017 · 20h45 · Historique des rencontres | Rapport    |         |         | Spectateurs : 10 200 Arbitrage : Radek Příhoda | Spectateurs : 10 200 Arbitrage : Radek Příhoda |

| CM - qualification 6e journée                   | Îles Féroé | 0 - 2   | Suisse                  | Tórsvøllur, Tórshavn                            |                                                 |
| 9 juin 2017 · 20h45 · Historique des rencontres |            | (0 - 1) | 36e Xhaka · 59e Shaqiri | Spectateurs : 4 594 Arbitrage : Paolo Mazzoleni | Spectateurs : 4 594 Arbitrage : Paolo Mazzoleni |
| 9 juin 2017 · 20h45 · Historique des rencontres | Rapport    |         |                         | Spectateurs : 4 594 Arbitrage : Paolo Mazzoleni | Spectateurs : 4 594 Arbitrage : Paolo Mazzoleni |

| CM - qualification 7e journée                    | Suisse                               | 3 - 0   | Andorre | Kybunpark, Saint-Gall                        |                                              |
| 31 août 2017 · 20h45 · Historique des rencontres | Seferović 42e 63e · Lichtsteiner 68e | (1 - 0) |         | Spectateurs : 13 600 Arbitrage : Tore Hansen | Spectateurs : 13 600 Arbitrage : Tore Hansen |
| 31 août 2017 · 20h45 · Historique des rencontres | Rapport                              |         |         | Spectateurs : 13 600 Arbitrage : Tore Hansen | Spectateurs : 13 600 Arbitrage : Tore Hansen |

| CM - qualification 8e journée                        | Lettonie | 0 - 3   | Suisse                                             | Skonto Stadion, Riga                             |                                                  |
| 3 septembre 2017 · 20h45 · Historique des rencontres |          | (0 - 1) | 9e Seferović · 55e Džemaili · 58e (pen.) Rodríguez | Spectateurs : 7 587 Arbitrage : Serdar Gözübüyük | Spectateurs : 7 587 Arbitrage : Serdar Gözübüyük |
| 3 septembre 2017 · 20h45 · Historique des rencontres | Rapport  |         |                                                    | Spectateurs : 7 587 Arbitrage : Serdar Gözübüyük | Spectateurs : 7 587 Arbitrage : Serdar Gözübüyük |

| CM - qualification 9e journée                      | Suisse                                                  | 5 - 2   | Hongrie                 | Parc Saint-Jacques, Bâle                           |                                                    |
| 7 octobre 2017 · 20h45 · Historique des rencontres | Xhaka 18e · Frei 21e · Zuber 43e 49e · Lichtsteiner 83e | (3 - 0) | 59e Guzmics · 89e Ugrai | Spectateurs : 32 018 Arbitrage : Paolo Tagliavento | Spectateurs : 32 018 Arbitrage : Paolo Tagliavento |
| 7 octobre 2017 · 20h45 · Historique des rencontres | Rapport                                                 |         |                         | Spectateurs : 32 018 Arbitrage : Paolo Tagliavento | Spectateurs : 32 018 Arbitrage : Paolo Tagliavento |

| CM - qualification 10e journée                      | Portugal                      | 2 - 0   | Suisse | Estádio da Luz, Lisbonne                      |                                               |
| 10 octobre 2017 · 20h45 · Historique des rencontres | Djourou 41e (csc) · Silva 57e | (1 - 0) |        | Spectateurs : 61 500 Arbitrage : Cüneyt Çakır | Spectateurs : 61 500 Arbitrage : Cüneyt Çakır |
| 10 octobre 2017 · 20h45 · Historique des rencontres | Rapport                       |         |        | Spectateurs : 61 500 Arbitrage : Cüneyt Çakır | Spectateurs : 61 500 Arbitrage : Cüneyt Çakır |

| CM - barrage aller                                  | Irlande du Nord | 0 - 1   | Suisse               | Windsor Park, Belfast                           |                                                 |
| 9 novembre 2017 · 20h45 · Historique des rencontres |                 | (0 - 0) | 58e (pen.) Rodríguez | Spectateurs : 18 269 Arbitrage : Ovidiu Hațegan | Spectateurs : 18 269 Arbitrage : Ovidiu Hațegan |
| 9 novembre 2017 · 20h45 · Historique des rencontres | Rapport         |         |                      | Spectateurs : 18 269 Arbitrage : Ovidiu Hațegan | Spectateurs : 18 269 Arbitrage : Ovidiu Hațegan |

| CM - barrage retour                                | Suisse  | 0 - 0 | Irlande du Nord | Parc Saint-Jacques, Bâle                     |                                              |
| 12 novembre 2017 · 18h · Historique des rencontres |         |       |                 | Spectateurs : 36 000 Arbitrage : Felix Brych | Spectateurs : 36 000 Arbitrage : Felix Brych |
| 12 novembre 2017 · 18h · Historique des rencontres | Rapport |       |                 | Spectateurs : 36 000 Arbitrage : Felix Brych | Spectateurs : 36 000 Arbitrage : Felix Brych |

## Classement des buteurs
| Buteur               | Compétition officielle | Matchs amicaux | Total |
| -------------------- | ---------------------- | -------------- | ----- |
| Haris Seferović      | 3                      | 0              | 3     |
| Stephan Lichtsteiner | 2                      | 0              | 2     |
| Ricardo Rodríguez    | 2                      | 0              | 2     |
| Granit Xhaka         | 2                      | 0              | 2     |
| Steven Zuber         | 2                      | 0              | 2     |
| Xherdan Shaqiri      | 1                      | 1              | 2     |
| Josip Drmić          | 1                      | 0              | 1     |
| Blerim Džemaili      | 1                      | 0              | 1     |
| Fabian Frei          | 1                      | 0              | 1     |